# 대구 팔공산 마애약사여래좌상
대구 팔공산 마애약사여래좌상(大邱 八公山 磨崖藥師如來坐像)은 대한민국 대구광역시 동구 용수동, 팔공산에 있는 남북국 시대 신라의 불상이다. 1982년 3월 4일 대구광역시의 유형문화재 제3호로 지정되었다.

## 개요
대구 팔공산 중앙봉의 정상 가까운 절벽에 새겨진 거대한 크기의 마애약사불상이다.
민머리 위에는 상투 모양의 머리묶음이 큼직하며, 탄력있고 우아한 얼굴은 이목구비가 세련되고 단아하다. 둥근 어깨는 탄력있어 보이며, 허리는 잘록하게 표현되었다. 무릎에서 밖으로 내려뜨린 오른손과 무릎 위에 얹어 약 그릇을 들고 있는 왼손의 세련성 등은 이상적인 사실주의 양식을 보여주고 있다. 왼쪽 어깨를 감싼 옷은 몸의 굴곡이 드러날 정도로 얇은 편인데 옷주름은 자연스럽고도 규칙적이며, 가슴에서 옷깃이 한번 뒤집히는 등 8세기 불상의 특징을 보이고 있다.
광배(光背)는 불꽃이 타오르는 모습으로, 머리광배와 몸광배가 표현되어 있으며 연꽃무늬와 덩쿨무늬를 정교하게 새겨 넣었다. 대좌(臺座)는 위와 아래를 향하고 있는 연꽃잎을 새겼으며, 이들을 받치고 있는 용 두 마리가 표현되어 있어 화려한 모습이다.
병고에 허덕이는 수많은 중생들의 돈독한 믿음을 받았던 이 약사불은 우아하고 화려한 사실주의 양식의 작품으로 남북국 시대에 만든 작품으로 보인다.

## 같이 보기
- 대구 팔공산 동봉 석조약사여래입상 - 대구광역시 유형문화재 제20호

## 참고 자료
- 대구 팔공산 마애약사여래좌상 - 국가유산청 국가유산포털